# Joëlle Scoriels
 (mai 2017).
Si vous disposez d'ouvrages ou d'articles de référence ou si vous connaissez des sites web de qualité traitant du thème abordé ici, merci de compléter l'article en donnant les références utiles à sa vérifiabilité et en les liant à la section « Notes et références ».
Joëlle Scoriels, née à Uccle le 3 octobre 1978, est une femme de médias et autrice belge.
Le grand public l’a découverte dans l’émission de télévision Sans chichis, un magazine quotidien diffusé sur la Deux (RTBF) pendant quatre ans.
Elle a ensuite animé 69 minutes sans chichis, un talk show en direct et prime-time.
En 2023, elle présente les grands rendez-vous culturels et musicaux de la Une (RTBF) : concert de la fête nationale belge du 21 juillet au parc du Cinquantenaire, Grand Rendez-vous de la FWB sur la Grand-Place de Bruxelles, ainsi qu’une chronique radio intitulée La La Langue, sur la Première (RTBF).
En 2024, elle publie le livre Les Dessous de la langue française (chez De Boeck Supérieur).

## Parcours en télévision
Joëlle Scoriels a obtenu une licence en philologie romane (filière linguistique), et a entrepris une formation en dessin à l'ENSAV (La Cambre).
Pendant une année d'assistanat à l'Université catholique de Louvain, elle commence à apparaître à la télévision sur MCM Belgique. Elle y présente le Top 50 belge (2003), puis un agenda culturel intitulé Et si on sortait ? (2004-2005). De janvier 2006 à juin 2008, son émission Plus que la musique combine un agenda belge avec des interviews d'artistes internationaux.
De septembre 2006 à juin 2009, elle présente l'émission d'humour de La Deux, Le meilleur de l'humour, qui compile des extraits de spectacles récents et des archives d'humour de la RTBF.
De mars 2007 à juin 2009, elle a rejoint l'équipe des chroniqueurs de l'émission culturelle 50 degrés nord, diffusée en début de soirée sur Arte Belgique.
En juillet 2009, elle rejoint Maureen Louys et Manu Champagne pour présenter en direct le Journal des Francos durant les Francofolies de Spa[source secondaire souhaitée].
Au mois de septembre 2009, commence l'émission Sans chichis, une quotidienne consacrée au lifestyle et au bien-être, diffusée sur la Deux. Elle forme avec Adrien Devyver et Gerald Watelet un trio populaire. Au fil des saisons, le format de l'émission a été revu. Sans chichis s'interrompt en mai 2013. Joëlle Scoriels part en congé maternité.
Elle présente, de décembre 2012 à décembre 2019, 69 minutes sans chichis, une émission de prime-time, en direct, diffusée un jeudi soir sur deux. Elle reçoit un invité célèbre : Lara Fabian, Monseigneur Léonard, Delphine de Saxe-Cobourg, Franck Dubosc, Michel Polnareff, Dave, Kody, Johnny Hallyday, Stéphane De Groodt…. Chaque invité est soumis à un questionnement de plus en plus intimiste, et à des défis ludiques. Guillermo Guiz y a fait ses armes pendant deux ans.
De 2016 à 2020, elle a animé les cérémonies des D6bels Music Awards[source secondaire souhaitée], qui récompensent les meilleurs artistes du milieu musical belge.
De mai 2020 à 2022, elle reprend l'émission culturelle bimensuelle Tout le Baz'Art, qu’animait Hadja Lahbib. Le programme de 26 minutes est diffusé sur Arte Belgique, et rediffusé sur la Une. Joëlle Scoriels y accompagne les déambulations de Bouli Lanners, Philippe Geluck, Virginie Hocq, Bernard Yerlès, Saule, Alice on the Roof, Frédéric François, Johan Muyle…
Depuis le 12 octobre 2022, un mercredi par mois, elle anime sur la Une (RTBF) l’émission Dans la bulle de…. C'est un concept d’entretien original au cours duquel l’invité (une personnalité belge) est isolé dans un décor hémisphérique, où il répond aux questions que Joëlle Scoriels lui pose dans l’oreillette. On y voit notamment Mustii, Typh Barrow, Sandra Kim, Pierre de Maere, Mentissa, Alex Vizorek, etc.
Sur la Une, elle rédige, depuis 2020, un mini agenda culturel quotidien, Alors on sort, diffusé sous la forme d’une capsule d’une minute dans les parages du JT. Ce programme a été conçu pour encourager le public à renouer avec le monde culturel, lors de la pandémie de COVID-19.
Joëlle Scoriels a présenté des soirées spéciales sur la Une : un grand prime culturel le 25 décembre 2020, le Grand Rendez-vous de la Fédération Wallonie-Bruxelles sur la Grand-Place, ou le grand concert du 21 juillet au parc du Cinquantenaire, diffusé en direct sur les chaînes nationales francophones et flamandes et sur TV5 Monde.

## Radio et livre
Depuis 2017, elle participe, une fois par semaine, à l’émission de radio Entrez sans frapper, sur La Première, que présente Jérôme Colin. Elle y écrit une chronique linguistique plutôt fantaisiste, intitulée La la langue. Dans la même émission, elle participe à la Bagarre dans la discothèque, qui oppose deux chroniqueurs sur des questions plus ou moins farfelues, auxquelles il faut répondre par un choix de chanson.

## Vie privée
Joëlle Scoriels est la fille de l'artiste peintre Myriam Prist.
Elle a deux enfants, Sacha, né le 12 septembre 2008, et Estelle, née le 9 septembre 2013. Leur père est le chanteur Vincent Venet, dont elle se sépare en 2019. 
De 2020 à 2024, elle a été en couple avec Corentin Candi, ancien chroniqueur de 69 minutes sans chichis,.

## Distinctions
Elle a été élue « Personnalité TV préférée des Belges » en 2015, 2014 et 2012.